# Tremendo choque
Tremendo choque fue un programa de televisión chileno de corte juvenil, producido y transmitido por Chilevisión y animado por Javier Olivares.
Era emitido en la franja horaria de las 18:00-20:00 horas, surgiendo como competencia directa de Mekano de Mega, programa juvenil que dominaba el horario, y posteriormente de Rojo fama/contrafama de TVN. Al igual que esos programas, consistía básicamente en segmentos de baile con la música de moda entre los jóvenes —como la música axé— y concursos. Sin embargo, no logró sobrepasar a su competencia y tuvo que reformularse en abril de 2003, retomando la fórmula del extinto Extra jóvenes de competencia entre colegios. A pesar de ello, fue cancelado y finalizado el 31 de julio de 2003.
Por el programa pasaron figuras como los bailarines Maura Rivera, Nelson Mauricio Pacheco (Nelson Mauri) y Christian Ocaranza, quienes después integrarían Rojo, Paola Oportus y Sergio Aguirre, que luego pasarían a ser emblemáticos de Mekano. Aunque el programa generó algunas figuras propias como Angie Ramírez y el actor Justin Page. El propio Javier Olivares conduciría unos años más tarde Mekano, tras la salida de José Miguel Viñuela.